# Список астероїдів (216401—216500)
| Назва                      | Тимчасове позначення | Дата відкриття    | Місце відкриття                                  | Відкривач                                              |
| -------------------------- | -------------------- | ----------------- | ------------------------------------------------ | ------------------------------------------------------ |
| (216401) 2008 EK90         | 2008 EK90            | 6 березня 2008    | Обсерваторія Кітт-Пік                            | Spacewatch                                             |
| (216402) 2008 ET96         | 2008 ET96            | 7 березня 2008    | Обсерваторія Маунт-Леммон                        | Обсерваторія Маунт-Леммон                              |
| (216403) 2008 ER105        | 2008 ER105           | 6 березня 2008    | Обсерваторія Маунт-Леммон                        | Обсерваторія Маунт-Леммон                              |
| (216404) 2008 EY108        | 2008 EY108           | 7 березня 2008    | Обсерваторія Маунт-Леммон                        | Обсерваторія Маунт-Леммон                              |
| (216405) 2008 ER132        | 2008 ER132           | 11 березня 2008   | Обсерваторія Маунт-Леммон                        | Обсерваторія Маунт-Леммон                              |
| (216406) 2008 ES142        | 2008 ES142           | 13 березня 2008   | Обсерваторія Кітт-Пік                            | Spacewatch                                             |
| (216407) 2008 FP19         | 2008 FP19            | 27 березня 2008   | Обсерваторія Кітт-Пік                            | Spacewatch                                             |
| (216408) 2008 FT73         | 2008 FT73            | 30 березня 2008   | Каталінський огляд                               | Каталінський огляд                                     |
| (216409) 2008 GM84         | 2008 GM84            | 8 квітня 2008     | Обсерваторія Маунт-Леммон                        | Обсерваторія Маунт-Леммон                              |
| (216410) 2008 QG18         | 2008 QG18            | 28 серпня 2008    | Обсерваторія Ла-Саґра                            | Обсерваторія Мальорки                                  |
| (216411) 2008 RR51         | 2008 RR51            | 3 вересня 2008    | Обсерваторія Кітт-Пік                            | Spacewatch                                             |
| (216412) 2008 RF54         | 2008 RF54            | 3 вересня 2008    | Обсерваторія Кітт-Пік                            | Spacewatch                                             |
| (216413) 2008 RR68         | 2008 RR68            | 4 вересня 2008    | Обсерваторія Кітт-Пік                            | Spacewatch                                             |
| (216414) 2008 RE94         | 2008 RE94            | 6 вересня 2008    | Обсерваторія Кітт-Пік                            | Spacewatch                                             |
| (216415) 2008 SF61         | 2008 SF61            | 20 вересня 2008   | Каталінський огляд                               | Каталінський огляд                                     |
| (216416) 2008 SD92         | 2008 SD92            | 21 вересня 2008   | Обсерваторія Кітт-Пік                            | Spacewatch                                             |
| (216417) 2008 SD100        | 2008 SD100           | 21 вересня 2008   | Обсерваторія Кітт-Пік                            | Spacewatch                                             |
| (216418) 2008 SQ106        | 2008 SQ106           | 21 вересня 2008   | Обсерваторія Кітт-Пік                            | Spacewatch                                             |
| (216419) 2008 SJ172        | 2008 SJ172           | 21 вересня 2008   | Каталінський огляд                               | Каталінський огляд                                     |
| (216420) 2008 SJ272        | 2008 SJ272           | 22 вересня 2008   | Обсерваторія Маунт-Леммон                        | Обсерваторія Маунт-Леммон                              |
| (216421) 2008 TD3          | 2008 TD3             | 1 жовтня 2008     | Обсерваторія Сьєрра-Старс                        | Фабриціо Тоцці                                         |
| (216422) 2008 TJ6          | 2008 TJ6             | 3 жовтня 2008     | Обсерваторія Ла-Саґра                            | Обсерваторія Мальорки                                  |
| (216423) 2008 TZ135        | 2008 TZ135           | 8 жовтня 2008     | Обсерваторія Кітт-Пік                            | Spacewatch                                             |
| (216424) 2008 TZ172        | 2008 TZ172           | 1 жовтня 2008     | Обсерваторія Маунт-Леммон                        | Обсерваторія Маунт-Леммон                              |
| (216425) 2008 UE90         | 2008 UE90            | 25 жовтня 2008    | Обсерваторія Шант-Пердрі                         | Обсерваторія Шант-Пердрі                               |
| (216426) 2008 WC44         | 2008 WC44            | 17 листопада 2008 | Обсерваторія Кітт-Пік                            | Spacewatch                                             |
| (216427) 2008 WT94         | 2008 WT94            | 24 листопада 2008 | Обсерваторія Сьєрра-Старс                        | Фабриціо Тоцці                                         |
| 216428 Маурисіо (Mauricio) | 2008 YN8             | 23 грудня 2008    | Обсерваторія Назарет                             | Ґ. Мюлер, Х. Руїс                                      |
| (216429) 2009 BK23         | 2009 BK23            | 17 січня 2009     | Обсерваторія Кітт-Пік                            | Spacewatch                                             |
| (216430) 2009 BX75         | 2009 BX75            | 25 січня 2009     | Обсерваторія Кітт-Пік                            | Spacewatch                                             |
| (216431) 2009 BH125        | 2009 BH125           | 31 січня 2009     | Обсерваторія Кітт-Пік                            | Spacewatch                                             |
| (216432) 2009 CT37         | 2009 CT37            | 4 лютого 2009     | Обсерваторія Кітт-Пік                            | Spacewatch                                             |
| 216433 Milianleo           | 2009 DM3             | 19 лютого 2009    | Обсерваторія Тзек-Маун                           | Ервін Шваб                                             |
| (216434) 2009 DZ46         | 2009 DZ46            | 28 лютого 2009    | Сокорро (Нью-Мексико)                            | LINEAR                                                 |
| (216435) 2009 DT58         | 2009 DT58            | 22 лютого 2009    | Обсерваторія Кітт-Пік                            | Spacewatch                                             |
| (216436) 2009 DR69         | 2009 DR69            | 26 лютого 2009    | Каталінський огляд                               | Каталінський огляд                                     |
| (216437) 2009 DW117        | 2009 DW117           | 27 лютого 2009    | Обсерваторія Кітт-Пік                            | Spacewatch                                             |
| (216438) 2009 DT121        | 2009 DT121           | 27 лютого 2009    | Обсерваторія Кітт-Пік                            | Spacewatch                                             |
| 216439 Люберці (Lyubertsy) | 2009 EV3             | 15 березня 2009   | Обсерваторія Тзек-Маун                           | Леонід Єленін                                          |
| (216440) 2009 EU4          | 2009 EU4             | 15 березня 2009   | Обсерваторія Ла-Саґра                            | Обсерваторія Мальорки                                  |
| (216441) 2009 EO20         | 2009 EO20            | 15 березня 2009   | Обсерваторія Ла-Саґра                            | Обсерваторія Мальорки                                  |
| (216442) 2009 FG4          | 2009 FG4             | 18 березня 2009   | Обсерваторія Чрні Врх                            | Обсерваторія Чрні Врх                                  |
| (216443) 2009 FS20         | 2009 FS20            | 18 березня 2009   | Обсерваторія Берґіш-Ґладбах                      | Вольф Бікель                                           |
| (216444) 2009 FX30         | 2009 FX30            | 19 березня 2009   | Обсерваторія Ла-Саґра                            | Обсерваторія Мальорки                                  |
| (216445) 2009 FK34         | 2009 FK34            | 21 березня 2009   | Каталінський огляд                               | Каталінський огляд                                     |
| (216446) 2009 FA45         | 2009 FA45            | 25 березня 2009   | Обсерваторія Цзицзіньшань                        | Обсерваторія Цзицзіньшань                              |
| (216447) 2009 FC45         | 2009 FC45            | 26 березня 2009   | Обсерваторія Кітт-Пік                            | Spacewatch                                             |
| (216448) 2009 FQ55         | 2009 FQ55            | 28 березня 2009   | Обсерваторія Кітт-Пік                            | Spacewatch                                             |
| (216449) 2009 GG1          | 2009 GG1             | 3 квітня 2009     | Серро-Бурек, Астрономічний комплекс Ель-Леонсіто | Астрономічний комплекс Ель-Леонсіто                    |
| (216450) 2009 HH3          | 2009 HH3             | 16 квітня 2009    | Каталінський огляд                               | Каталінський огляд                                     |
| 216451 Irsha               | 2009 HP12            | 19 квітня 2009    | Андрушівка                                       | Андрушівка                                             |
| (216452) 2009 HU12         | 2009 HU12            | 16 квітня 2009    | Каталінський огляд                               | Каталінський огляд                                     |
| (216453) 2009 HE24         | 2009 HE24            | 17 квітня 2009    | Обсерваторія Кітт-Пік                            | Spacewatch                                             |
| (216454) 2009 HX24         | 2009 HX24            | 17 квітня 2009    | Обсерваторія Кітт-Пік                            | Spacewatch                                             |
| (216455) 2009 HG32         | 2009 HG32            | 19 квітня 2009    | Обсерваторія Кітт-Пік                            | Spacewatch                                             |
| (216456) 2009 HF34         | 2009 HF34            | 19 квітня 2009    | Каталінський огляд                               | Каталінський огляд                                     |
| (216457) 2009 HG57         | 2009 HG57            | 20 квітня 2009    | Обсерваторія Ла-Саґра                            | Обсерваторія Мальорки                                  |
| (216458) 2009 HG59         | 2009 HG59            | 20 квітня 2009    | Сокорро (Нью-Мексико)                            | LINEAR                                                 |
| (216459) 2009 HY62         | 2009 HY62            | 22 квітня 2009    | Обсерваторія Кітт-Пік                            | Spacewatch                                             |
| (216460) 1250 T-2          | 1250 T-2             | 29 вересня 1973   | Паломарська обсерваторія                         | К. Й. ван Гаутен, І. ван Гаутен-Ґроневельд, Т. Герельс |
| (216461) 2025 T-2          | 2025 T-2             | 29 вересня 1973   | Паломарська обсерваторія                         | К. Й. ван Гаутен, І. ван Гаутен-Ґроневельд, Т. Герельс |
| 216462 Polyphontes         | 5397 T-2             | 30 вересня 1973   | Паломарська обсерваторія                         | К. Й. ван Гаутен, І. ван Гаутен-Ґроневельд, Т. Герельс |
| (216463) 1849 T-3          | 1849 T-3             | 17 жовтня 1977    | Паломарська обсерваторія                         | К. Й. ван Гаутен, І. ван Гаутен-Ґроневельд, Т. Герельс |
| (216464) 1974 PB           | 1974 PB              | 12 серпня 1974    | Паломарська обсерваторія                         | Т. Герельс                                             |
| (216465) 1995 VV10         | 1995 VV10            | 15 листопада 1995 | Обсерваторія Кітт-Пік                            | Spacewatch                                             |
| (216466) 1996 AP8          | 1996 AP8             | 13 січня 1996     | Обсерваторія Кітт-Пік                            | Spacewatch                                             |
| (216467) 1996 MZ           | 1996 MZ              | 16 червня 1996    | Обсерваторія Кітт-Пік                            | Spacewatch                                             |
| (216468) 1996 XZ23         | 1996 XZ23            | 5 грудня 1996     | Обсерваторія Кітт-Пік                            | Spacewatch                                             |
| (216469) 1997 CV3          | 1997 CV3             | 3 лютого 1997     | Обсерваторія Кітт-Пік                            | Spacewatch                                             |
| (216470) 1997 UG18         | 1997 UG18            | 28 жовтня 1997    | Обсерваторія Кітт-Пік                            | Spacewatch                                             |
| (216471) 1997 WK12         | 1997 WK12            | 23 листопада 1997 | Обсерваторія Кітт-Пік                            | Spacewatch                                             |
| (216472) 1999 JQ108        | 1999 JQ108           | 13 травня 1999    | Сокорро (Нью-Мексико)                            | LINEAR                                                 |
| (216473) 1999 RM67         | 1999 RM67            | 7 вересня 1999    | Сокорро (Нью-Мексико)                            | LINEAR                                                 |
| (216474) 1999 RT79         | 1999 RT79            | 7 вересня 1999    | Сокорро (Нью-Мексико)                            | LINEAR                                                 |
| (216475) 1999 RD110        | 1999 RD110           | 8 вересня 1999    | Сокорро (Нью-Мексико)                            | LINEAR                                                 |
| (216476) 1999 SC22         | 1999 SC22            | 23 вересня 1999   | Обсерваторія Ондржейов                           | Обсерваторія Ондржейов                                 |
| (216477) 1999 TD25         | 1999 TD25            | 3 жовтня 1999     | Сокорро (Нью-Мексико)                            | LINEAR                                                 |
| (216478) 1999 TP207        | 1999 TP207           | 14 жовтня 1999    | Сокорро (Нью-Мексико)                            | LINEAR                                                 |
| (216479) 1999 TF237        | 1999 TF237           | 3 жовтня 1999     | Каталінський огляд                               | Каталінський огляд                                     |
| (216480) 1999 UH25         | 1999 UH25            | 28 жовтня 1999    | Каталінський огляд                               | Каталінський огляд                                     |
| (216481) 1999 VB33         | 1999 VB33            | 3 листопада 1999  | Сокорро (Нью-Мексико)                            | LINEAR                                                 |
| (216482) 1999 VZ45         | 1999 VZ45            | 3 листопада 1999  | Сокорро (Нью-Мексико)                            | LINEAR                                                 |
| (216483) 1999 VQ46         | 1999 VQ46            | 3 листопада 1999  | Сокорро (Нью-Мексико)                            | LINEAR                                                 |
| (216484) 1999 VE85         | 1999 VE85            | 6 листопада 1999  | Обсерваторія Кітт-Пік                            | Spacewatch                                             |
| (216485) 1999 VB122        | 1999 VB122           | 4 листопада 1999  | Обсерваторія Кітт-Пік                            | Spacewatch                                             |
| (216486) 1999 VT123        | 1999 VT123           | 5 листопада 1999  | Обсерваторія Кітт-Пік                            | Spacewatch                                             |
| (216487) 1999 VA182        | 1999 VA182           | 9 листопада 1999  | Сокорро (Нью-Мексико)                            | LINEAR                                                 |
| (216488) 1999 VV186        | 1999 VV186           | 15 листопада 1999 | Сокорро (Нью-Мексико)                            | LINEAR                                                 |
| (216489) 1999 VE202        | 1999 VE202           | 4 листопада 1999  | Сокорро (Нью-Мексико)                            | LINEAR                                                 |
| (216490) 1999 XG10         | 1999 XG10            | 5 грудня 1999     | Каталінський огляд                               | Каталінський огляд                                     |
| (216491) 1999 XT14         | 1999 XT14            | 6 грудня 1999     | Сокорро (Нью-Мексико)                            | LINEAR                                                 |
| (216492) 1999 XU141        | 1999 XU141           | 10 грудня 1999    | Сокорро (Нью-Мексико)                            | LINEAR                                                 |
| (216493) 1999 YY15         | 1999 YY15            | 31 грудня 1999    | Обсерваторія Кітт-Пік                            | Spacewatch                                             |
| (216494) 2000 AH51         | 2000 AH51            | 4 січня 2000      | Сокорро (Нью-Мексико)                            | LINEAR                                                 |
| (216495) 2000 AJ201        | 2000 AJ201           | 9 січня 2000      | Сокорро (Нью-Мексико)                            | LINEAR                                                 |
| (216496) 2000 AQ212        | 2000 AQ212           | 6 січня 2000      | Обсерваторія Кітт-Пік                            | Spacewatch                                             |
| (216497) 2000 AY221        | 2000 AY221           | 8 січня 2000      | Обсерваторія Кітт-Пік                            | Spacewatch                                             |
| (216498) 2000 BH1          | 2000 BH1             | 26 січня 2000     | Обсерваторія Кітт-Пік                            | Spacewatch                                             |
| (216499) 2000 CJ22         | 2000 CJ22            | 2 лютого 2000     | Сокорро (Нью-Мексико)                            | LINEAR                                                 |
| (216500) 2000 DD118        | 2000 DD118           | 26 лютого 2000    | Обсерваторія Кітт-Пік                            | Spacewatch                                             |